# Santa María-sziget
A Santa María-sziget egy ritkán lakott sziget a Csendes-óceán délkeleti részén, a chilei Coronel város előterében. A sziget fontos helyi és világtörténelmi jelentőségű események szemtanúja volt.

## Történelem
A Santa María-szigetet a mapucse őslakosok eredetileg Tralca vagy Penequen névvel illették. Az európaiak részéről Juan Bautista Pastene fedezhette fel 1544-ben, vagy a második utazása során 1550-ben. 
Thomas Cavendish kirabolta a gyarmatot 1586-ban az első útja során.
A későbbiek folyamán holland kalózok, Joris van Spilbergen, Simón de Cordes, Hendrik Brouwer vetettek horgonyt a szigetnél és látták el őket friss vízzel és fával.
1642-ben a Holland Kelet-indiai Társaság a Holland Nyugat-indiai Társasággal közösen szervezett egy expedíciót Chile partjaihoz, hogy Dél-Amerika nyugati partjainál szert tegyenek egy kereskedelmi bázisra. Valdivia, Chiloé szigete és Santa María jött szóba lehetséges telephelyként, mivel el voltak szigetelve Chilétől, ugyanakkor rendelkeztek kikötővel. Valdiviát a Bío Bío folyó összes városához hasonlóan elhagyták a spanyolok, miután a mapucsék 1599-ben elpusztították a „hét város lerombolása” során.
A flotta Holland Brazília felől érkezett, ahol János Móric nassaui herceg ellátmányt biztosított számukra. Chiloé szigeténél partot érve Brouwer megegyezett a mapucsékkal, hogy a Valdivia helyén létrehozott telep révén támogatja őket a spanyolokkal vívott háborújukban (Araucói háború). 1643. augusztus 7-én, még mielőtt ide ért volna, Brouwer 62 évesen elhunyt. A helyét átvevő Elias Herckman altengernagy augusztus 24-én érkezett Valdivia romjaihoz. Brouwert az új telepen temették el, melyet Herckman őutána nevezett el Brouwershavennek. Herckman és emberei csak 1643. október 28-ig voltak itt. Értesülve ugyanis arról, hogy a hollandok meg akarnak települni a korábbi város közelében, a Peruban székelő spanyol alkirály 1000 katonát küldött 20 hajó fedélzetén (és további 2000-et szárazföldön, akik viszont nem jutottak el idáig) Valdivia újbóli felállítására és megerősítésére. A megérkező spanyol katonák kihantolták Brouwer holttestét és elégették.

A Santa María közelében vívott coroneli csata térképvázlata

A spanyolok, hogy a szigetet a kalózok ne használhassák támaszpontként, felgyújtották Santa María épületeit. 1818. október 26-án chilei haditengerészet első hajóraja Manuel Blanco Encalada vezetésével horgonyt vetett a szigetnél és elfogott egy katonákat és fegyvereket El Callaóba szállító spanyol konvojt.
Az 1914. november 1-én megvívott Coronel-foki csata a sziget közelében zajlott le.
1924. április 22-én a SV Garthwray nagy ködben a szigeten zátonyra futott. Ez a hajó arról volt ismeretes, hogy 1922-ben és 1923-ban két alkalommal is megpróbált kelet-nyugati irányban átjutni a Horn-fokon és eközben súlyosan megrongálódtak az árbocai.
A szigetet a 2010-es földrengés 1,8 méterrel emelte meg. 

## Turizmus
A sziget otthont ad dél-amerikai oroszlánfókáknak, ami miatt számos érdeklődő felkeresi.

## Linkek
- Municipalidad de Coronel, Isla Santa María

## Fordítás
- Ez a szócikk részben vagy egészben  a   Santa María Island, Chile című angol Wikipédia-szócikk ezen változatának fordításán alapul.  Az eredeti cikk szerkesztőit annak laptörténete sorolja fel. Ez a jelzés csupán a megfogalmazás eredetét és a szerzői jogokat jelzi, nem szolgál a cikkben szereplő információk forrásmegjelöléseként.